# Malo Turcsane
Malo Turcsane (macedónul: Мало Турчане, albánul Turçani i Vogël) település Észak-Macedóniában, a Pologi körzet Gosztivari járásában.

## Népesség
| Lakosok száma | 244  | 271  | 308  | 414  | 530  | 13   | 602  | 1013 | 96   |
|               | 1948 | 1953 | 1961 | 1971 | 1981 | 1991 | 1994 | 2002 | 2021 |

2002-ben 1013 lakosa volt, akik közül 1005 albán, 1 macedón és 7 egyéb.